# Valle de Santibáñez
Valle de Santibáñez ist ein Ort und eine Gemeinde (municipio) mit 479 Einwohnern (Stand: 2024) in der Provinz Burgos und der Region Kastilien-León im Norden Spaniens. Die Gemeinde gehört zur Comarca Alfoz de Burgos. Zur Gemeinde gehören die Ortschaften Santibáñez-Zarzaguda, Avellanosa del Páramo, Las Celadas, Mansilla,Miñón, La Nuez de Abajo, Las Rebolledas, Ros, Los Tremellos und Zumel.

## Lage und Klima
Valle de Santibáñez liegt in einer Höhe von ca. 875 m etwa 18 km nordnordwestlich von Burgos am Río Urbel. Das Klima im Winter ist rau, im Sommer dagegen trocken und warm; Regen (ca. 626 mm/Jahr) fällt überwiegend im Winterhalbjahr.
In der Gemeinde befindet sich ein großer Windpark.

## Bevölkerungsentwicklung
| Jahr      | 1981 | 1991 | 2001 | 2011 | 2021 |
| Einwohner | 990  | 736  | 612  | 560  | 482  |

## Sehenswürdigkeiten
- Nikolauskirche (Iglesia de San Nicolás) in Santibáñez-Zarzaguda
- Petruskirche (Iglesia de San Pedro) in Miñón de Santibáñez
- Kirche Mariä Himmelfahrt (Iglesia de Nuestra Señora La Asuncion) in Avellanosa
- Mühlen in Santibáñez-Zarzaguda
- Einsiedelei der Heiligen Familie in Avellanosa
- Burgruine von Zumel

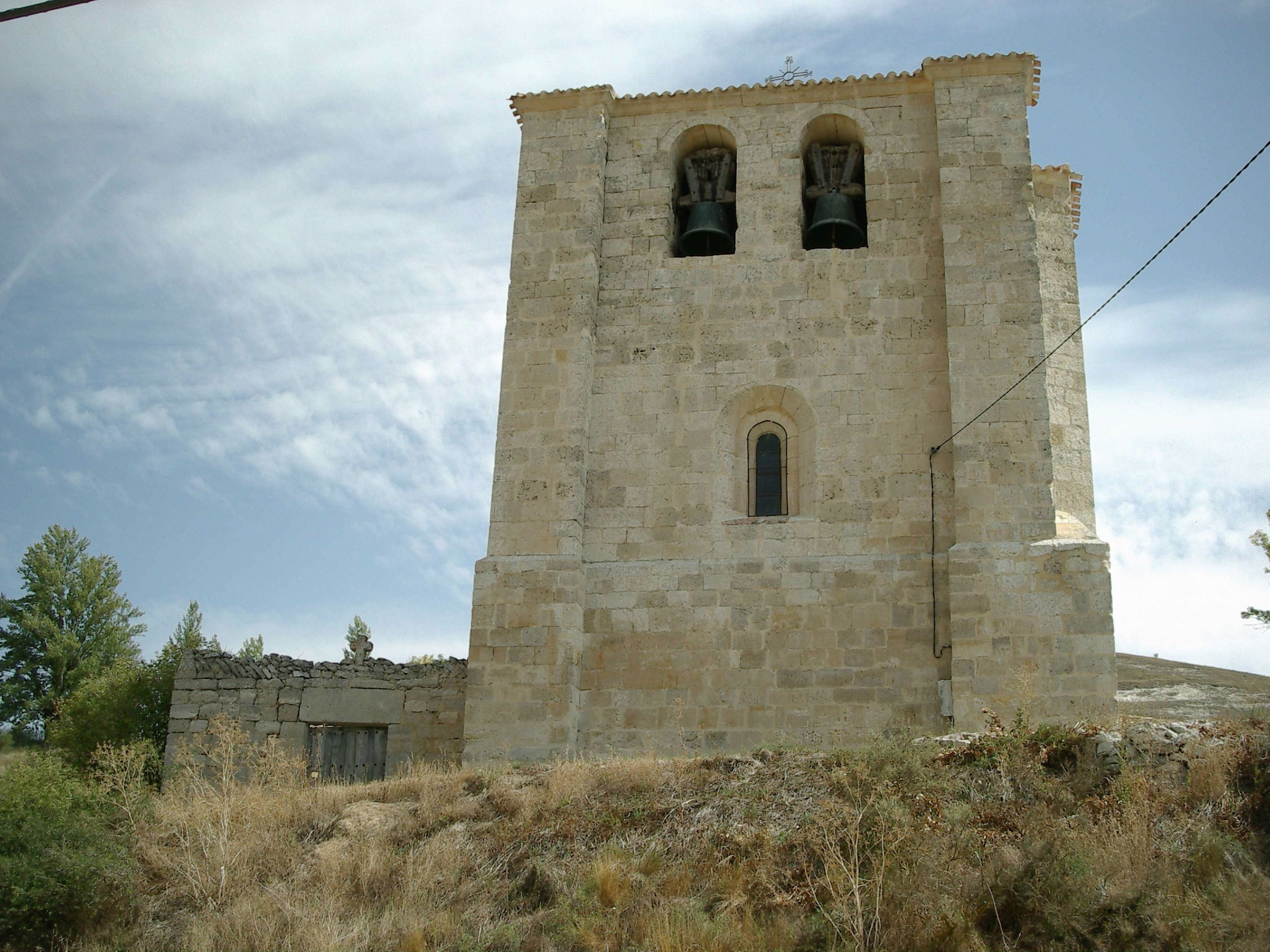
Petruskirche
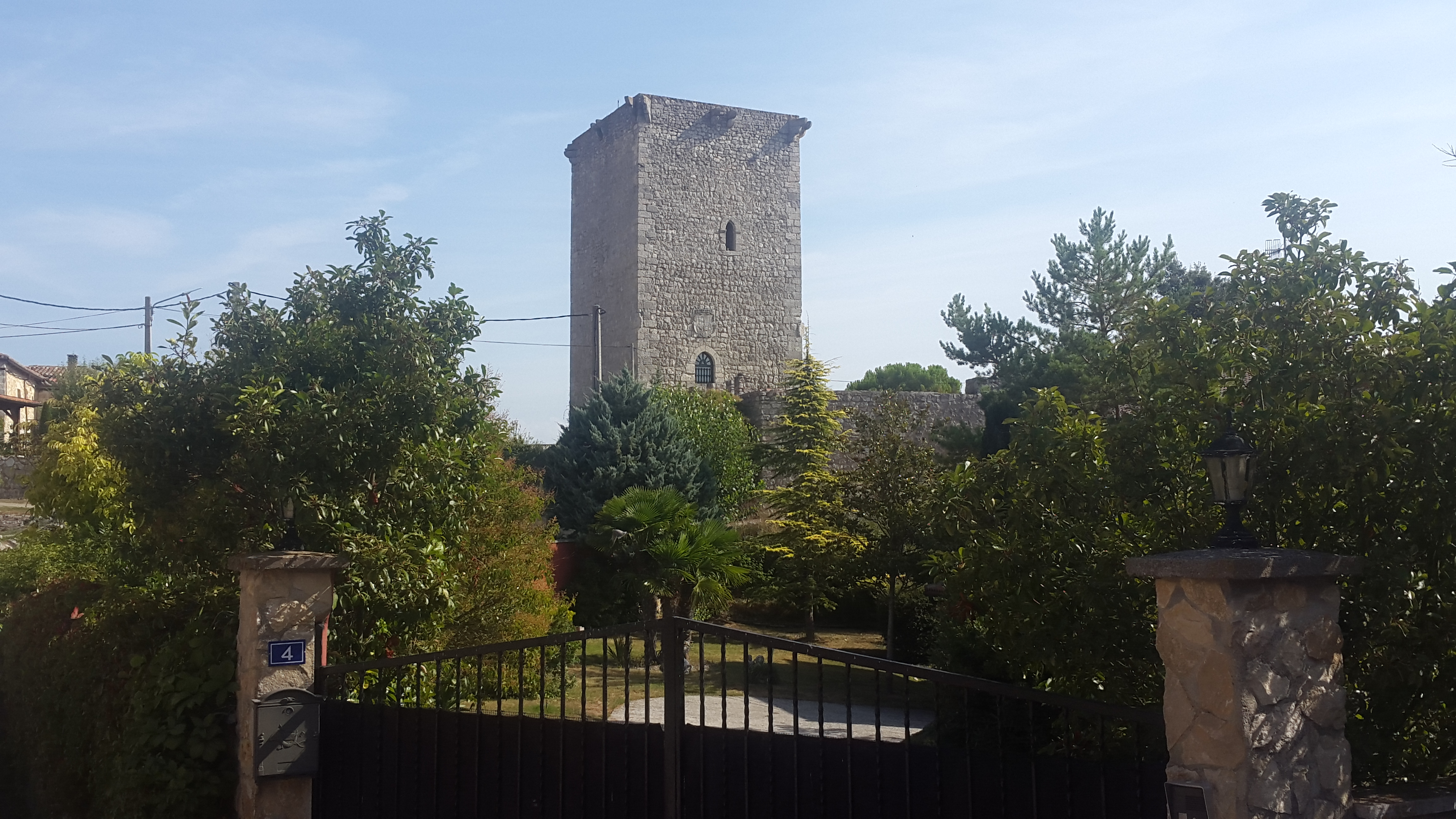
Burgruine (Turm) von Zumel

## Persönlichkeiten
- Ignacio de Santibáñez (1512–1598), Erzbischof von Manila (1595–1598)
- Francisco de Berganza y Arce (1663–1738), Abt des Benediktinerklosters Cardeña, Historiker